# Friedrich Graf von Gaderthurn
Friedrich Graf von Gaderthurn, občanským jménem Friedrich Graf (16. července 1835 San Martin de Tor – 22. srpna 1921 Sankt Lorenzen), byl rakouský politik německé národnosti z Tyrolska (respektive z dnešního Jižního Tyrolska), v 2. polovině 19. století poslanec Říšské rady.

## Biografie
Vystudoval práva, získal titul doktora práv. Působil v letech 1861–1870 jako redaktor listu Tiroler Stimmen.
20. července 1870 byl zvolen za poslance Tyrolského zemského sněmu za soudní okresy Bruneck, Taufers, Enneberg, Buchenstein a Ampezzo. V období let 1870–1895 byl rovněž členem zemského výboru a po dvanáct let zastával funkci náměstka zemského hejtmana. V zemském výboru vedl zemědělský referát. Zasloužil se o zřízení zemědělského ústavu a o rozvoj silniční sítě. Organizoval zemskou pomoc po katastrofálních záplavách roku 1882. Patřil ke konzervativnímu politickému směru a často se ocital ve sporech s ústřední vládou.
Byl také poslancem Říšské rady (celostátního parlamentu Předlitavska), kam nastoupil v prvních přímých volbách roku 1873 za kurii venkovských obcí v Tyrolsku, obvod Bruneck, Brixen, Lienz, Ampezzo. Rezignaci oznámil dopisem 15. března 1875, ale již 21. října 1875 po znovuzvolení opětovně složil slib. Mandát obhájil ve volbách roku 1879. Rezignaci oznámil na schůzi 4. prosince 1883. V roce 1873 se uvádí jako Dr. Friedrich Graf, advokátní koncipista, bytem Innsbruck. V roce 1873 zastupoval v parlamentu opoziční blok. V roce 1878 zasedal v poslaneckém Hohenwartově klubu (tzv. (Strana práva), která byla konzervativně a federalisticky orientována. Po volbách v roce 1879 opětovně přistoupil ke klubu Strany práva.
Od roku 1895 žil na svém statku.